# Kaisa Jokinen
Kaisa Jokinen (ur. 23 sierpnia 1983) – fińska siatkarka grająca na pozycji środkowej, od 2008 roku reprezentantka Finlandii.

## Kluby
| Klub                      | Kraj      | Od        | Do        |
| Konecranes Hämeenlinna    | Finlandia | 2003–2004 | 2006–2007 |
| Hainaut Volle             | Francja   | 2007–2008 | 2007–2008 |
| Istres Sports Volley-Ball | Francja   | 2008–2009 | 2008–2009 |